# بارينغتون بلاك
بارينغتون بلاك (بالإنجليزية: Barrington Black)‏ هو قاضي بريطاني، ولد في عقد 1930.